# Place (recensement des États-Unis)
Pour les articles homonymes, voir Place.
Le Bureau du recensement des États-Unis définit le terme place comme un regroupement de population. Les types de place sont les incorporated places, telles les villes ou les villages, et les census-designated places (CDP), appellation regroupant les villes et villages n'ayant pas leurs propres administrations publiques. La concentration de population doit avoir un nom, être reconnue localement, et ne doit pas faire partie d'une autre place. Les places possèdent généralement un noyau résidentiel, un modèle routier et ont fréquemment des commerces ou d'autres types de paysages urbains. Les incorporated places doivent respecter les lois de l'État dans lequel elles se trouvent. Le Census Bureau établit les critères définissant l'étendue des CDP. Un petit regroupement d'habitations dans la campagne ou la bordure dense d'une grande ville ne sont pas définis comme étant une place par le Census Bureau. En 1990, 26 % de la population des États-Unis ne vivait pas dans des places.

## Incorporated place
Les incorporated places (lieux incorporés, en anglais) sont établies par les gouvernements de chacun des 50 États. Les exigences pour obtenir le statut d'incorporation varient grandement selon les États ; certains n'ont que quelques critères spécifiques, tandis que d'autres définissent des seuils de population et parfois d'autres conditions (par exemple, une superficie minimale, une densité de population, un distance minimale avec tout autre endroit incorporé) qui doivent être remplis pour faire l'objet d'une incorporation.
Certains de ces critères (surface, densité, distance) sont utilisés de manière générale, tandis que d'autres (population minimale) ne sont rencontrés que rarement.
Les incorporated places peuvent être :
- des villes, sauf dans les États de la Nouvelle-Angleterre, de New York, et du Wisconsin[N 1] ;
- des boroughs, sauf en Alaska et New York[N 2] ;
- des villages.

Les termes town et borough (les deux signifiant « ville » en français) ne font pas toujours référence à des lieux équivalents. Dans les six États de Nouvelle-Angleterre, dans ceux de New York et ceux du Wisconsin, le terme town est utilisé pour des minor civil divisions (MCD). En Alaska, le terme borough fait référence aux territoires gouvernés comme un comté plutôt qu'à un lieu donné ; à New York, le Census Bureau traite les cinq circonscriptions composant New York comme des MCD.
Les lieux non incorporés (unincorporated) sont quant à eux appelés des census-designated places (CDP - voir ci-dessous).
Le Census Bureau reconnait des incorporated places dans tous les États sauf Hawaï, où, par accord avec le Bureau du Gouverneur, le Census Bureau reconnaît toutes les localités comme des CDP plutôt que des incorporated places. À Porto Rico comme dans les autres régions périphériques sous la juridiction des États-Unis (tel que Guam et le nord des îles Mariannes) il n'y a pas d’incorporated places.
Au niveau de son organisation, une ville incorporée (incorporated town) est une ville ayant passé un accord avec l'État dans lequel elle est située afin que les services normalement fournis par celui-ci soient gérés par la municipalité.

## Census-designated place
Les census-designated places (CDP) sont des communautés ayant leurs administrations municipales séparées. Pour des raisons uniquement statistiques, elles sont définies par le bureau de recensement afin de comparer les secteurs peuplés qui ressemblent physiquement aux  incorporated places. Avant chaque recensement décennal, les CDP sont tracées par l'État, des agences locales, et par des officiels obéissant aux critères du Bureau du recensement des États-Unis. Les limites résultantes des CDP sont alors passées en revue et approuvées par le bureau de recensement. Les frontières d'une CDP n'ont aucun statut juridique et peuvent ne pas correspondre à l'arrangement local du secteur ayant pourtant le même nom. Les communautés identifiées peuvent être divisées en deux CDP ou plus, tout comme deux communautés ou plus peuvent être combinées dans une CDP. Une CDP peut également couvrir une partie d'une communauté non incorporée donnée tandis que le reste est considéré comme une incorporated place.
Bien qu'elles ne représentent qu'un cinquième du nombre des incorporated places (en 1990, sur 23 435 places, 19 289 étaient des incorporated communities, et 4146 n'en était pas), les CDP sont des unités géographiques importantes. Elles permettent de dénombrer la population d'un grand nombre de localités qui n'auraient autrement eu aucune identité lors du recensement des secteurs géographiques de l'U.S. Census Bureau. En définissant un secteur comme CDP, cette localité apparaît alors dans la même catégorie que les données de recensement des incorporated places. Ceci distingue les CDP d'autres classifications de recensement, telles que les minor civil divisions (MCD), qui sont dans une catégorie séparée. En 1990, plus de 29 millions de personnes aux États-Unis résidaient dans des CDP.